# Danh sách di sản văn hóa Tây Ban Nha được quan tâm ở Marratxí
Danh sách di sản văn hóa Tây Ban Nha được quan tâm ở Marratxí.
| Tên                                             | Dạng                        | Địa điểm        | Tọa độ                                        | Số hồ sơ tham khảo? | Ngày nhận danh hiệu? | Hình ảnh     |
| ----------------------------------------------- | --------------------------- | --------------- | --------------------------------------------- | ------------------- | -------------------- | ------------ |
| Tàn tích Tiền sử Son Caulelles                  | Di tích Khảo cổ học         | Marrachí        | 39°36′55″B 2°45′45″Đ / 39,615231°B 2,762573°Đ | RI-51-0002426       | 10-09-1966           | Upload image |
| Son Seguí                                       | Di tích Aquitectura militar | Marrachí        |                                               | RI-51-0008473       | 30-11-1993           | Upload image |
| Hang Can Pinso                                  | Di tích                     | Marrachí        |                                               | RI-51-0002423       | 10-09-1966           | Upload image |
| Hang Sa Cabaneta                                | Di tích                     | Marrachí        |                                               | RI-51-0002422       | 10-09-1966           | Upload image |
| Hang Son Cos (Can Pinet)                        | Di tích                     | Marrachí        |                                               | RI-51-0002428       | 10-09-1966           | Upload image |
| Hang Son Cos (Can Torres)                       | Di tích                     | Marrachí        |                                               | RI-51-0002429       | 10-09-1966           | Upload image |
| Hang Son Cos (Cova Des Boc)                     | Di tích                     | Marrachí        |                                               | RI-51-0002427       | 10-09-1966           | Upload image |
| Hang Son Cos (Na Xeremina)                      | Di tích                     | Marrachí        |                                               | RI-51-0002432       | 10-09-1966           | Upload image |
| Hang Son Cos (Sa Vileta)                        | Di tích                     | Marrachí        |                                               | RI-51-0002431       | 10-09-1966           | Upload image |
| Habitación Prehistórica Son Cos (Puig Torrella) | Di tích                     | Marrachí        |                                               | RI-51-0002430       | 10-09-1966           | Upload image |
| Habitación Prehistórica Son Sales               | Di tích                     | Marrachí        |                                               | RI-51-0002433       | 10-09-1966           | Upload image |
| Ruínas Prehistóricas Ets Antigons               | Di tích                     | Marrachí        |                                               | RI-51-0002421       | 10-09-1966           | Upload image |
| Talayote Can Vic                                | Di tích                     | Marrachí        |                                               | RI-51-0002424       | 10-09-1966           | Upload image |
| Vía Antigua Es Cavulls                          | Di tích                     | Marrachí        |                                               | RI-51-0002425       | 10-09-1966           | Upload image |
| Cruz Sant Marçal                                | Di tích                     | Marrachí Portol |                                               | RI-51-0010324       | 25-09-1998           | Upload image |
| Hang Son Caulelles                              | Di tích                     | Marrachí        |                                               | RI-51-0002518       | 10-09-1966           | Upload image |